# Liste der Biografien/Tuy
Liste der Biografien |
Portal Biografien |
Personensuche
# |
A |
B |
C |
D |
E |
F |
G |
H |
I |
J |
K |
L |
M |
N |
O |
P |
Q |
R |
S |
T |
U |
V |
W |
X |
Y |
Z |
?
 
Ta |
Tc |
Te |
Tf |
Tg |
Th |
Ti |
Tj |
Tk |
Tl |
Tm |
To |
Tq |
Tr |
Ts |
Tu |
Tv |
Tw |
Tx |
Ty |
Tz
 
Tua |
Tub |
Tuc |
Tud |
Tue |
Tuf |
Tug |
Tuh |
Tui |
Tuj |
Tuk |
Tul |
Tum |
Tun |
Tuo |
Tup |
Tuq |
Tur |
Tus |
Tut |
Tuu |
Tuv |
Tuw |
Tux |
Tuy |
Tuz
Die Liste der Biografien führt alle Personen auf, die in der deutschsprachigen Wikipedia einen Artikel haben. Dieses ist eine Teilliste mit 9 Einträgen von Personen, deren Namen mit den Buchstaben „Tuy“ beginnt.

## Tuy

### Tuyc
- Tuychiev, Vladimir (* 1983), usbekischer Radrennfahrer

### Tuye
- Tuyeni, Tugela (1978–2016), namibischer Fußballspieler

### Tuyl
- Tuyll van Serooskerken, Diederik Jacob van (1772–1826), russischer Botschafter
- Tuyll van Serooskerken, Frits (1851–1924), niederländischer Sportfunktionär

### Tuym

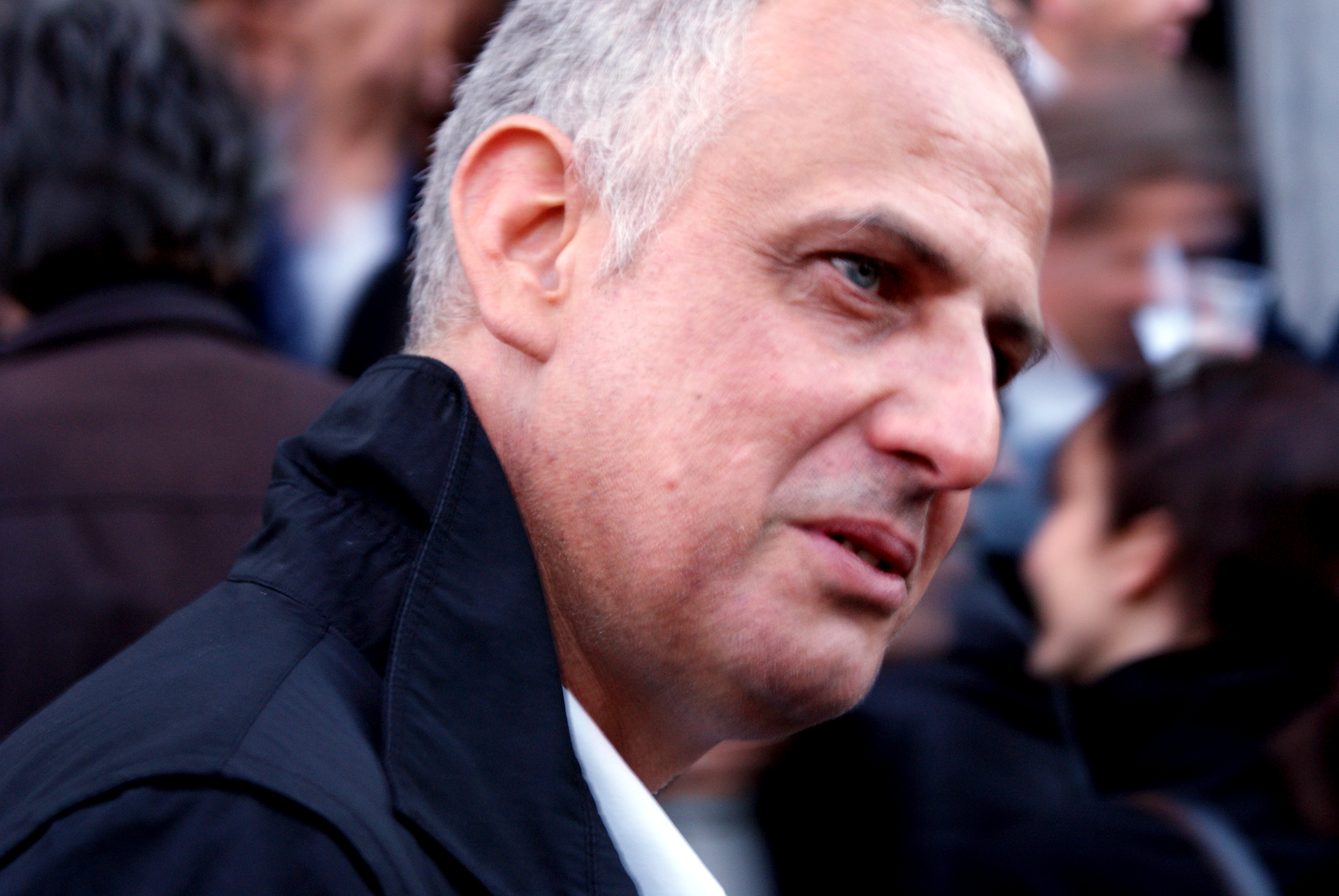
Luc Tuymans (* 1958)

- Tuymans, Luc (* 1958), belgischer MalerLuc Tuymans (* 1958)

### Tuyn
- Tuyne, José van (* 1954), argentinischer Fußballspieler

### Tuyt
- Tuytens, Davy (* 1986), belgischer Bahn- und Straßenradrennfahrer

### Tuyu
- Tuyuc, Rosalina (* 1956), guatemaltekische Menschenrechtsaktivistin
- Tuyuran, Rıza (* 1960), türkischer Fußballspieler und -trainer